# Saint-Gineys-en-Coiron
Saint-Gineys-en-Coiron (até 2020: Saint-Gineis-en-Coiron) é uma comuna francesa na região administrativa de Auvérnia-Ródano-Alpes, no departamento de Ardèche. Estende-se por uma área de 13,2 km². Em 2010 a comuna tinha 119 habitantes (densidade: 9 hab./km²).